# Oidheadh Chloinne Lir
 (octobre 2010).
Si vous disposez d'ouvrages ou d'articles de référence ou si vous connaissez des sites web de qualité traitant du thème abordé ici, merci de compléter l'article en donnant les références utiles à sa vérifiabilité et en les liant à la section « Notes et références ».

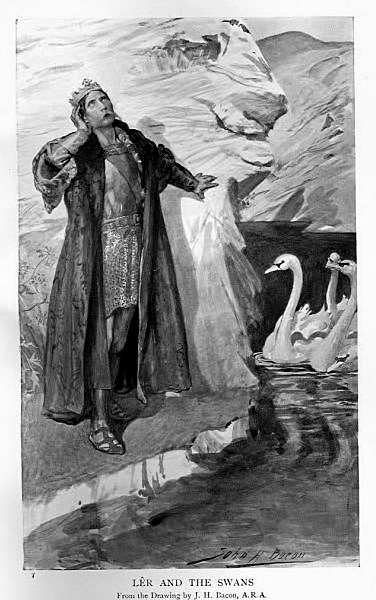
Lir et les Cygnes, illustration de H.R. Millar, 1905.

Oidheadh Chloinne Lir (français : « Mort des enfants de Lir ») est un récit en prose de mythologie celtique irlandaise appartenant au Cycle mythologique. Il raconte l'histoire des quatre jeunes enfants de Lir transformés en cygnes par un sort de leur belle-mère jalouse, et condamnés à épouser cette forme pendant 900 ans. Ils retrouvent ensuite une forme humaine toutefois très âgée, et meurent ensemble de vieillesse.
Les seuls manuscrits préservant ce conte datent des XVIIe et XVIIIe siècles. Il semble avoir été compilé par un moine du XVIe siècle à partir de contes folkloriques oraux. Les versions connues du texte sont plus ou moins différentes, surtout la fin qui a sans doute été christianisée. Le conte sert alors d'allégorie de la christianisation de l'Irlande, les enfants étant libérés de la magie païenne à travers l'avènement du Christianisme. Certains auteurs ont également comparé cette histoire à l'occupation anglaise de l'Irlande, notamment les massacres de Cromwell au XVIIe siècle, l'Irlande serait l'enfant maltraité par la monstrueuse belle-mère, l'Angleterre. 
Dans les manuscrits anciens, la Oidheadh Chloinne Lir est souvent regroupée avec deux autres récits mythologiques irlandais appelés Oidheadh Chloinne Tuireann et Longes Mac nUisnech sous le nom des Tri Truaighe Scéalaigheachta (français : « Trois Chagrins de Narration »).

## Sommaire
Bodb Derg a été élu roi de Tuatha Dé Danann, à la grande contrariété de Lir. Pour le calmer, Bodb lui donne une de ses filles, Aoibh, en mariage. Aoibh a quatre enfants avec Lir : une fille, Fionnuala, et trois garçons, Aed (le dieu Aodh) et des jumeaux, Fiachra et  Conn (des cent batailles).
Aoibh meurt, elle manque terriblement à ses quatre enfants. Voulant conserver Lir heureux, Bodb envoie une autre de ses filles, Aoife, se marier avec Lir.
Jalouse de l'amour que les enfants se portent entre eux et à leur père, Aoife complote pour se débarrasser d'eux. Au cours d'un voyage avec les enfants à la maison de  Bodb, elle ordonne à sa servante de les tuer mais la servante refuse. De colère, elle essaie de les tuer elle-même mais n'en a pas le courage. À la  place, elle utilise la magie pour les transformer en cygnes. Quand Bodb l'apprend, il change Aoife en démon des airs pour l'éternité.
Changés en cygnes, les enfants devaient passer 300 ans sur le Lough Derravaragh (un lac, près du château de leur père), 300 ans dans le détroit de Moyle ((en) Straits of Moyle), et 300 ans sur les eaux de la baie d'Irrus Domnann ((en) Sruwaddacon Bay),, dans la baronnie d'Erris, près de l'île d'Inishglora (Inis Gluaire). Pour rompre le sort, ils devaient être bénis par un moine. 
Alors que les enfants étaient encore des cygnes, saint Patrick convertit l'Irlande au christianisme.

## Dénouement
Après que les enfants ont passé leur longue période de 300 ans dans chaque région, un moine, MacCaomhog (ou Mochua), leur fournit un refuge à Inis Gluaire.
Les enfants étaient attachés entre eux par une chaîne en argent pour s'assurer qu'ils resteraient toujours ensemble. Mais Deoch, la femme du roi de  Leinster et fille du  roi de Munster, voulait avoir les cygnes pour elle. Alors, elle ordonna à son mari Lairgean d'attaquer le monastère et de s'emparer des cygnes. Au cours de l'attaque, les chaînes en argent furent brisées et les cygnes transformés en de vieilles personnes ridées.
Une autre version de la légende dit que le roi a emmené les cygnes du monastère. La cloche de l'église se serait alors mise à sonner, les libérant de leur sort. Avant sa mort, chacun a été baptisé et a été enterré plus tard dans une tombe, avec  Fionnuala, la fille, au milieu, Fiacre et  Conn, les jumeaux, de chaque côté d'elle, et Aodh devant elle.
Dans une autre version de la fin, les quatre enfants ont souffert pendant 900 ans sur les trois lacs, et ont ensuite entendu la cloche. Quand ils sont arrivés sur la terre ferme, un prêtre les a trouvés. Les cygnes ont obtenu de lui qu'il les ramène à l'état d'humain.  Ils avaient plus de 900 ans, ils sont morts et ont vécu heureux au ciel avec leur mère et leur père.

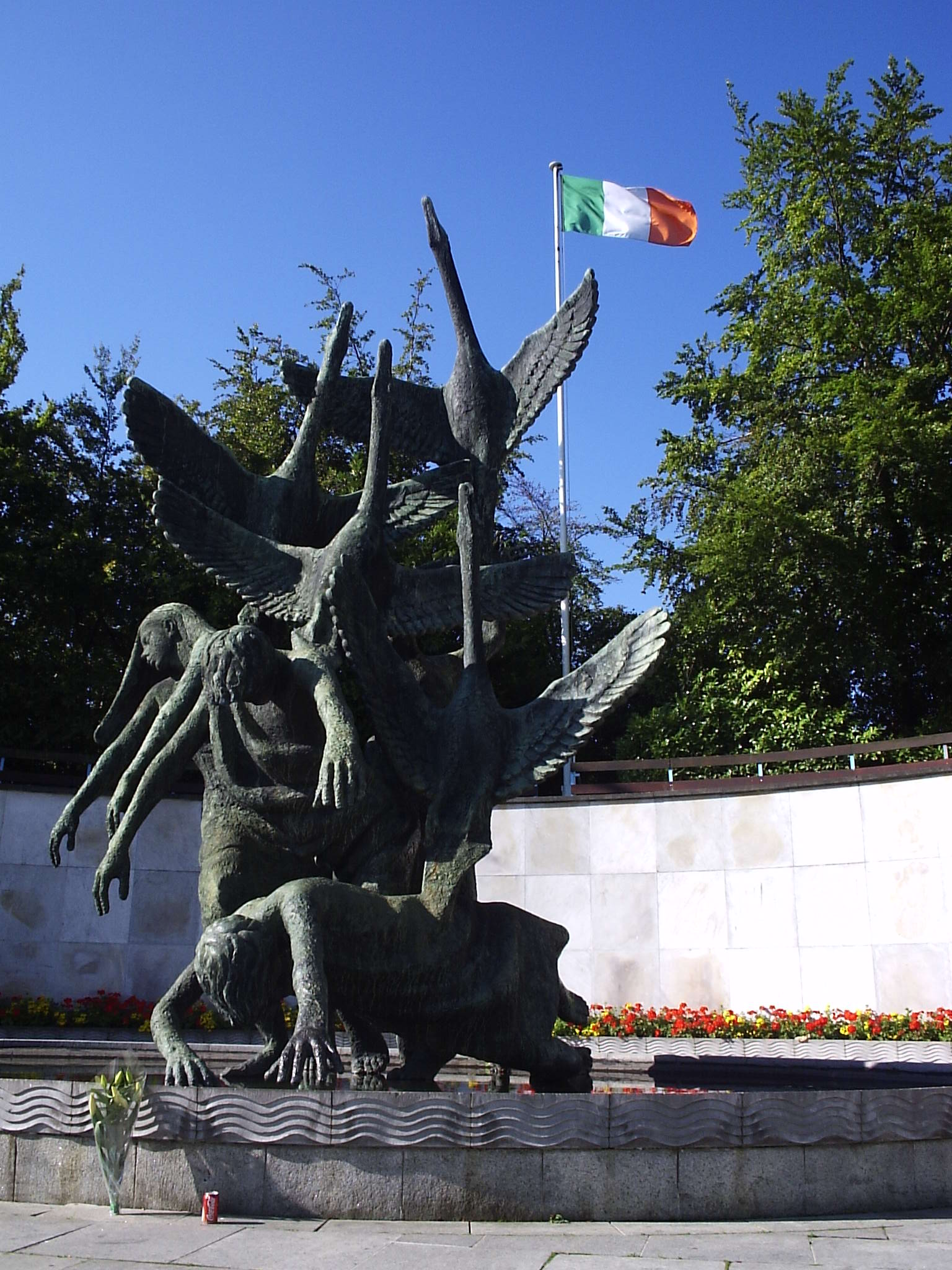
Une sculpture des enfants de Lir au jardin du souvenir (The Garden of Remembrance) de Dublin.